# Erebia tateyamana
Erebia tateyamana är en fjärilsart som beskrevs av Siuiti Murayama 1963. Erebia tateyamana ingår i släktet Erebia och familjen praktfjärilar. Inga underarter finns listade i Catalogue of Life.